# Benedikt Bedeković Komorski
Benedikt Bedeković Komorski, senjsko-modruški biskup, rođen je 20. kolovoza 1667. u Bedekovčini, umro 14. siječnja 1709. u Senju.  Član je stare hrvatske plemićke obitelji Bedekovića Komorskih.

## Životopis
Benedikt Bedeković je završio sjemenišne škole u Zagrebu. Filozofiju je završio u Beču, a teologiju u Bologni kao i oba prava. Zbog bolesti nije doktorirao. Nakon povratka u domovinu bio je kratko vrijeme župnik u Pušći (1692. – 1694.). Nakon toga je bio imenovan zagrebačkim kanonikom i katedralnim arhiđakonom. Od 1695. do 1699. bio je rektor Hrvatskog zavoda u Bologni. 1703. godine imenovan je senjsko-modruškim biskupom dok je samo posvećenje bilo 4. svibnja 1704. u zagrebačkoj katedrali. Posvetitelj je bio Senjanin zagrebački biskup Martin Brajković.

## Djelovanje
Za svog biskupovanja dao je sagraditi samostan kapucina u Karlobagu, popravljao je senjsku katedralu i svojim donacijama uzdržavao biskupijsku knjižnicu u Senju. Vodio je diplomatske borbe s carskim vojnim časnicima koji su se uporno mješali u crkvene poslove biskupije. Prosvjedovao je kod vojnih vlasti u Grazu protiv senjskog kapetana Coroninija koji mu nije dopuštao pohađati župe bez posebnog dopuštenja. Ustrajno se zauzimao za sjedinjenje Pravoslavne i Katoličke Crkve.